# Maniyafushi
Maniyafushi est une petite île inhabitée des Maldives. Elle est utilisée comme base pour export de mérous.

## Géographie
Maniyafushi est située dans le centre des Maldives, au Nord-Ouest de l'atoll Malé Sud, dans la subdivision de Kaafu. 